# Иван-царевич на Сером Волке
«Иван-царевич на Сером Волке» — картина Виктора Васнецова.

## История создания

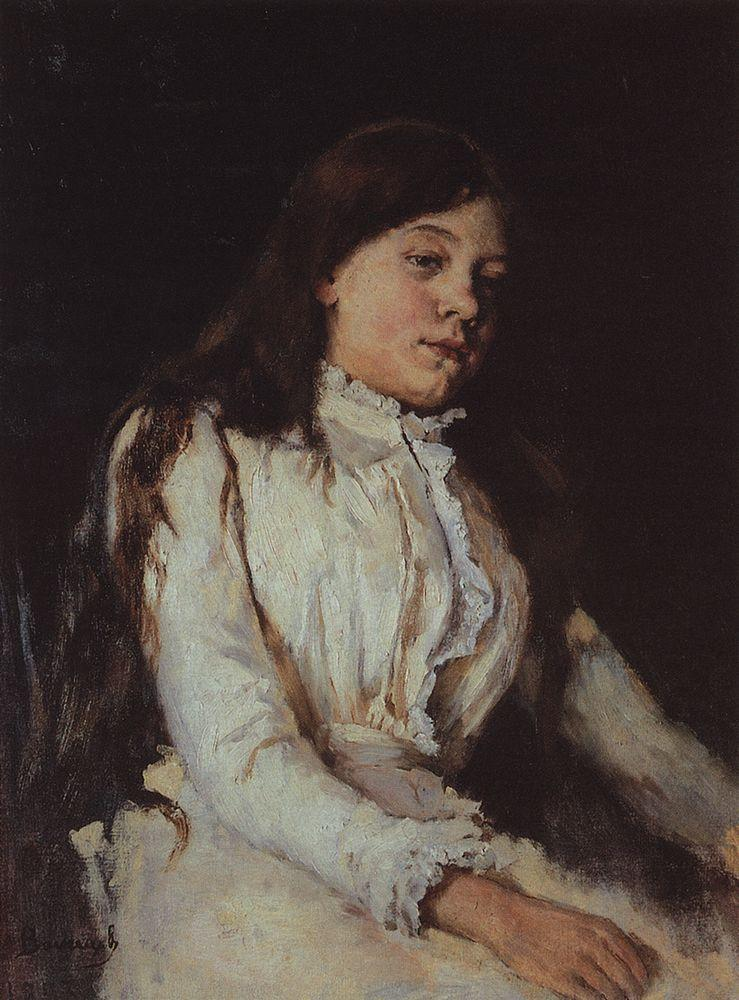
Портрет Натальи Мамонтовой, этюд для фигуры Елены Прекрасной (1883)

Написана в 1889 году, в период работы Виктора Васнецова во Владимирском соборе в Киеве. В 1888 году он на некоторое время оставил работу для написания картины «Иван-царевич на Сером Волке». После завершения была представлена на передвижной художественной выставке.

## Сюжет
Представляет собой иллюстрацию к русской народной сказке «Иван-царевич и серый волк». Иван-царевич вместе с Еленой Прекрасной мчатся на Сером Волке сквозь тёмный лес, спасаясь от погони.
Для образа царевны Васнецов использовал написанные в 1883—1884 годах портреты Натальи Анатольевны (80 × 62,2 см; холст, масло) и Татьяны Анатольевны Мамонтовых (72,8 × 59 см; холст, масло) — кузин «девочки с персиками».

## Другие версии
В Доме-музее В. М. Васнецова хранятся эскиз к картине и авторское повторение 1920 года (99,3 × 75,5 см; холст, масло).
В 1879 году Василий Перов, за 10 лет до картины Васнецова, создал серию эскизов по мотивам русских народных сказок, в том числе «Иван-царевич на Сером Волке» (22 × 34,3 см; бумага на картоне, масло).